# 534-й истребительный авиационный полк (второго формирования)
534-й истребительный авиационный Краснознамённый полк (534-й иап) — воинская часть Военно-воздушных сил (ВВС) Вооружённых Сил РККА, принимавшая участие в боевых действиях на реке Халхин-Гол, в Великой Отечественной и Советско-японской войнах.

## Наименования полка
За весь период своего существования полк несколько раз менял своё наименование:
- 3-й истребительный авиационный полк;
- 534-й истребительный авиационный полк;
- 534-й истребительный авиационный Краснознамённый полк;
- Полевая почта 65325.

## Создание полка
534-й истребительный авиационный полк сформирован 29 ноября 1944 года путём переименования 3-го истребительного авиационного полка.

## Расформирование полка
534-й истребительный авиационный Краснознамённый полк 10 апреля 1947 года был расформирован в 296-й истребительной авиационной дивизии

## В действующей армии
В составе действующей армии:
- с 9 августа 1945 года по 3 сентября 1945 года.

## Командиры полка
- майор Евгений Яковлевич Савицкий, 1938 г.
- капитан, майор Кокарев Пётр Иванович[4], 10.1944 — 10.04.1947

## В составе соединений и объединений
| Период        | Фронт (округ)                 | армия                | корпус                  | дивизия                                  | примечание                                           |
| ------------- | ----------------------------- | -------------------- | ----------------------- | ---------------------------------------- | ---------------------------------------------------- |
| 05.1944 г.    | Дальневосточный фронт         | 11-я воздушная армия | 18-й авиационный корпус |                                          | получил Як-7Б и Як-9                                 |
| 29.11.1944 г. | Дальневосточный фронт         | 10-я воздушная армия | 18-й авиационный корпус | 296-я истребительная авиационная дивизия | переименован в 534-й истребительный авиационный полк |
| 01.07.1945 г. | Дальневосточный фронт         | 10-я воздушная армия | 18-й авиационный корпус | 296-я истребительная авиационная дивизия | получил Як-3                                         |
| 08.08.1945 г. | Дальневосточный фронт         | 10-я воздушная армия | 18-й авиационный корпус | 296-я истребительная авиационная дивизия | имел в боевом составе 38 самолётов Як-3 и 10 Як-9    |
| 08.08.1945 г. | 2-й Дальневосточный фронт     | 10-я воздушная армия | 18-й авиационный корпус | 296-я истребительная авиационная дивизия | Як-3, Як-9                                           |
| 03.09.1945 г. | Дальневосточный военный округ | 10-я воздушная армия | 18-й авиационный корпус | 296-я истребительная авиационная дивизия | Як-3, Як-9                                           |
| 10.04.1947 г. | Дальневосточный военный округ | 10-я воздушная армия | 18-й авиационный корпус | 296-я истребительная авиационная дивизия | расформирован                                        |

## Участие в операциях и битвах
- Сунгарийская наступательная операция — с 9 августа 1945 года по 2 сентября 1945 года.

## Награды
534-й истребительный авиационный полк Приказом Народного комиссара обороны СССР № 0164 от 28 сентября на основании Указа Президиума Верховного Совета СССР от 14 сентября 1945 года за образцовое выполнение заданий командования в боях с японскими войсками на Дальнем Востоке при форсировании рек Амур и Уссури, овладении городами Цзямусы, Мэргень, Бэйаньчжэнь, южной половиной острова Сахалин, а также островами Сюмусю и Парамушир из группы Курильских островов и проявленные при этом доблесть и мужество награждён орденом «Красного Знамени».

## Благодарности Верховного Главнокомандующего
Верховным Главнокомандующим за овладение городами Цзямусы, Мэргэнь, Бэйаньчжэнь полку объявлена благодарность

## Отличившиеся воины полка
- Бровцев Сергей Георгиевич, командир эскадрильи 534-го истребительного авиационного полка, удостоен звания Герой Советского Союза Указом Президиума Верховного Совета СССР от 25 июня 1958 года. Золотая Звезда № 11076.

## Статистика боевых действий
Всего за годы Советско-японской войны полком:
| Выполнено боевых вылетов | Сбито самолётов в воздухе | Уничтожено автомашин | Уничтожено повозок | Уничтожено паровозов | Уничтожено вагонов | Уничтожено ангаров |
| ------------------------ | ------------------------- | -------------------- | ------------------ | -------------------- | ------------------ | ------------------ |
| 101                      | 0                         | 4                    | 1                  | 3                    | 1                  | 2                  |

Свои потери:
| Потеряно самолётов, всего | Погибло лётчиков всего |
| ------------------------- | ---------------------- |
| 4                         | 0                      |

## Самолёты на вооружении
| И-15 бис | Як-9 | И-16 |

| Период      | Самолёты    |
| ----------- | ----------- |
| 1938 — 1944 | И-15 бис    |
| 1938 — 1944 | И-16        |
| 1944 — 1945 | Як-7Б, Як-9 |
| 1945 — 1947 | Як-3, Як-9  |